# Winter World University Games 2025/Para Ski Alpin
Bei den Winter World University Games 2025 in Turin wurden zwei Wettkämpfe in jeweils 3 Klassen (Stehend, Sitzend, Sehbehindert) im Para Ski Alpin ausgetragen. Insgesamt fanden somit 12 Entscheidungen statt. Es war dies das erste Mal, dass Wettkämpfe im Para Ski Alpin bei Winter World University Games stattfanden. Austragungsort war Melezet.

## Zeitplan
| Zeitplan Para Ski Alpin | Zeitplan Para Ski Alpin | Zeitplan Para Ski Alpin | Zeitplan Para Ski Alpin |
| Wettbewerbe             | Januar                  | Januar                  | Januar                  |
| Wettbewerbe             | 16.                     | 17.                     | 18.                     |
| ----------------------- | ----------------------- | ----------------------- | ----------------------- |
| Männer                  |                         |                         |                         |
| Super-G                 | Gold                    |                         |                         |
| Riesenslalom            |                         |                         | Gold                    |
| Frauen                  |                         |                         |                         |
| Super-G                 | Gold                    |                         |                         |
| Riesenslalom            |                         |                         | Gold                    |
| Entscheidungen          | 6                       | 0                       | 6                       |

| Gold | Medaillenentscheidung |

## Bilanz

### Medaillenspiegel
| Platz  | Land        | 00 | 00 | 00 | Gesamt |
| ------ | ----------- | -- | -- | -- | ------ |
| 1      | Frankreich  | 4  | 2  | 2  | 8      |
| 2      | Italien     | 2  | –  | –  | 2      |
| 3      | Polen       | 2  | –  | –  | 2      |
| 4      | Spanien     | 1  | 3  | –  | 4      |
| 5      | Chile       | 1  | 1  | –  | 2      |
| 5      | Slowenien   | 1  | 1  | –  | 2      |
| 7      | Finnland    | 1  | –  | –  | 1      |
| 8      | Deutschland | –  | 3  | 2  | 2      |
| 9      | Kroatien    | –  | –  | 1  | 1      |
| 9      | Österreich  | –  | –  | 1  | 1      |
| Gesamt | Gesamt      | 12 | 10 | 6  | 28     |

### Medaillengewinner

#### Männer
| Disziplin                   | Gold                             | Silber                                | Bronze                    |
| --------------------------- | -------------------------------- | ------------------------------------- | ------------------------- |
| Super-G (Stehend)           | Oscar Burnham                    | Arthur Bauchet                        | Jules Segers              |
| Super-G (Sitzend)           | Nicolás Bisquertt                | Jernej Slivnik                        | Alexander Rauen           |
| Super-G (Sehbehindert)      | Michał Gołaś Guide: Kacper Walas | Alexander Rauen Guide: Jeremias Wilke | keine weiteren Teilnehmer |
| Riesenslalom (Stehend)      | Arthur Bauchet                   | Jules Segers                          | Oscar Burnham             |
| Riesenslalom (Sitzend)      | Jernej Slivnik                   | Nicolás Bisquertt                     | Leon Elias Gensert        |
| Riesenslalom (Sehbehindert) | Michał Gołaś Guide: Kacper Walas | Alexander Rauen Guide: Jeremias Wilke | keine weiteren Teilnehmer |

#### Frauen
| Disziplin                   | Gold                                  | Silber                          | Bronze                              |
| --------------------------- | ------------------------------------- | ------------------------------- | ----------------------------------- |
| Super-G (Stehend)           | Aurelie Richard                       | María Martín-Granizo Ferreiro   | keine weiteren Teilnehmer           |
| Super-G (Sitzend)           | Audrey Pascual                        | keine weiteren Teilnehmer       | keine weiteren Teilnehmer           |
| Super-G (Sehbehindert)      | Martina Vozza Guide: Ylenia Sabidussi | keine weiteren Teilnehmer       | keine weiteren Teilnehmer           |
| Riesenslalom (Stehend)      | Aurelie Richard                       | María Martín-Granizo Ferreiro   | Laura Streng                        |
| Riesenslalom (Sitzend)      | Nette Kiviranta                       | Audrey Pascual                  | keine weiteren Teilnehmer           |
| Riesenslalom (Sehbehindert) | Martina Vozza Guide: Ylenia Sabidussi | Luisa Grube Guide: Jordi Maurer | Karla Kordić Guide: Andrea Jezidzic |